# Église Saint-Thomas de Llupia
Pour les articles homonymes, voir église Saint-Thomas.
L'église Saint-Thomas de Llupia est une église romane située à Llupia, dans le département français des Pyrénées-Orientales. Elle est l'église paroissiale de la commune.
En 1998, lors des travaux de restauration du retable baroque de Saint-Thomas, des panneaux gothiques peints d'un ancien retable ont été découverts. Leur auteur, inconnu, a été appelé Maître de Llupia.